# Henry Nyandoro
Henry Nyandoro (né le 20 octobre 1969 à Kisii au Kenya, et mort le 28 août 1998) est un joueur de football international kényan, qui évoluait au poste de milieu de terrain.

## Biographie

### Carrière en club
- 1988-1990 : AFC Leopards.
- 1990-1996 : Kenya Shabana Kisii.

### Carrière en sélection
Avec l'équipe du Kenya, il joue un total de 102 matchs[réf. nécessaire]. 
Il figure dans le groupe des sélectionnés lors des coupes d'Afrique des nations de 1990 et de 1992, où son équipe est éliminée à chaque fois au premier tour.

## Palmarès
Il est champion du Kenya en 1988 et 1989 avec l'AFC Leopards.